# 六花岗水库
六花岗水库，是广东省广州市花都区的一个水库。水库位于狮岭镇，处天马河上游，因地处六花岗得名。水库库坝高39.5米，坝长297米，集雨面积6.34平方公里，总库容量412万立方米。
六花岗水库原属洪秀全水库集雨面积。但因洪秀全水库库容较少，无法承载水量，因而决定在芙蓉嶂水库以西修建新水库，以缓解洪秀全水库的库容压力。水库于1972年动工，但因施工品质问题，延宕至1978年才竣工，开始蓄水。